# Motor Volkswagen EA111
El motor Volkswagen serie EA111 – (en alemán: Entwicklungs Auftrag, o contrato de desarrollo) – son motores de 3 y 4 cilindros en línea de gasolina y diésel refrigerados por agua del Grupo Volkswagen. El EA111 fue diseñado por Audi y primero instalado en 1974 en el Audi 50 y poco después en el Volkswagen Polo en formato de 895, 1093 y la opción de 1272 centímetros cúbicos con carburador. El EA111 esta y fue disponible en una variedad de tamaños de desplazamiento.
Este motor con árbol de levas a la cabeza cuenta con un diseño de la culata de flujo transversal. Estos motores se diferencian del motor Volkswagen EA827 por tener el escape en la parte delantera del vehículo y los motores a su vez están instalados inclinados 12 grados hacia adelante. La serie de motores EA111 todavía está en producción y serán reemplazados paulatinamente por los EA211 de gasolina y los EA288 diésel dentro de la nueva plataforma MQB.
Junto con el motor EA827 «bloque grande», el Scirocco y 6 meses más tarde, el Golf, también albergaría el motor EA111; esto es lo que comúnmente sería conocido como el bulto «bloque pequeño».
Los humildes EA111 también se beneficiaron de inducción forzada, cuando VW creó el concepto G40 sobrealimentado (Véase: G60) en 1985 para competir en una serie de récord mundial de resistencia de velocidad; algo que aparece en la producción en el mercado alemán Volkswagen Polo G40 a finales de 1986, como una edición limitada de 500 y más tarde en el Polo IIF para el mercado británico así como el alemán.

## Ficha técnica
Lista parcial de los motores EA111 de cuatro cilindros de gasolina del Grupo Volkswagen.
| Cilindrada       | Diámetro x carrera                                | Culata           | Sistema de combustible                                 | Potencia                 | Par motor          | Aplicaciones                                                                                                 | Códigos           |
| ---------------- | ------------------------------------------------- | ---------------- | ------------------------------------------------------ | ------------------------ | ------------------ | --- | ----------------- |
| 0.8l (771 cm³)   | 65 mm (2,56 pulgadas) x 59 mm (2,32 pulgadas)     | 2 Válvulas, SOHC | Carburador                                             | 34 CV (25,0 kilovatios)  | ? / ?              | Volkswagen Polo, Audi 50 (1976-78 - Suecia y Noruega)                                                        | HE                |
| 0.9l (895 cm³)   | 69,5 mm (2,74 pulgadas) x 59 mm (2,32 pulgadas)   | 2 Válvulas, SOHC | Carburador                                             | 40 CV (29,4 kilovatios)  | 61 Nm a 3500 rpm   | Audi 50, Volkswagen Polo, Volkswagen Derby I                                                                 | HA                |
| 1.0l (999 cm³)   | 67,1 mm (2,64 pulgadas) x 70,6 mm (2,78 pulgadas) | 4 Válvulas, DOHC | Turbocompresor Garrett GT 12, Inyección de combustible | 111 CV (81,6 kilovatios) | 155 Nm a 4500 rpm  | VW Gol, VW Parati (Brasil)                                                                                   | AST (Brasil), AVZ |
| 1,05l (1043 cm³) | 75 mm (2,95 pulgadas) x 59 mm (2,32 pulgadas)     | 2 válvulas, SOHC | Carburador                                             | 39 CV (28,7 kilovatios)  | 73 Nm a 2700 rpm   | Volkswagen Polo, Volkswagen Derby, Volkswagen Golf, Volkswagen Jetta, SEAT Ibiza II, VEB Sachsenring Trabant | GL                |
| 1,05l (1043 cm³) | 75 mm (2,95 pulgadas) x 59 mm (2,32 pulgadas)     | 2 válvulas, SOHC | Inyección (SPI)                                        | 44 CV (32,4 kilovatios)  | 73 Nm a 3600 rpm   | Volkswagen Polo, Volkswagen Derby, Volkswagen Golf, Volkswagen Jetta, SEAT Ibiza II, VEB Sachsenring Trabant | ACM               |
| 1,1l (1093 cm³)  | 69,5 mm (2,74 pulgadas) x 72 mm (2,83 pulgadas)   | 2 válvulas, SOHC | Carburador                                             | 50 CV (36,8 kilovatios)  | 75,5 Nm a 3500 rpm | Audi 50, Volkswagen Polo II, Volkswagen Derby                                                                | HB                |
| 1,1l (1093 cm³)  | 69,5 mm (2,74 pulgadas) x 72 mm (2,83 pulgadas)   | 2 válvulas, SOHC | Carburador                                             | 52 CV (38,2 kilovatios)  | 75,2 Nm a 3500 rpm | Audi 50, Volkswagen Polo II, Volkswagen Derby, Volkswagen Scirocco I                                         | HD                |
| 1,1l (1093 cm³)  | 69,5 mm (2,74 pulgadas) x 72 mm (2,83 pulgadas)   | 2 válvulas, SOHC | Carburador                                             | 60 CV (44,1 kilovatios)  | 83,4 Nm a 3500 rpm | Audi 50, Volkswagen Polo II, Volkswagen Derby                                                                | HC                |
| 1,3l (1272 cm³)  | 75 mm (2,95 pulgadas) x 72 mm (2,83 pulgadas)     | 2 válvulas, SOHC | Carburador (Solex 31PICT5)                             | 50 CV (36,8 kilovatios)  | 100 Nm a 3200 rpm  | Volkswagen Polo, Volkswagen Golf, Audi 80 B2                                                                 |                   |
| 1,3l (1272 cm³)  | 75 mm (2,95 pulgadas) x 72 mm (2,83 pulgadas)     | 2 válvulas, SOHC | Carburador                                             | 54 CV (39,7 kilovatios)  | 100 Nm a 3200 rpm  | Volkswagen Polo, Volkswagen Golf, Audi 80 B2                                                                 |                   |
| 1,3l (1272 cm³)  | 75 mm (2,95 pulgadas) x 72 mm (2,83 pulgadas)     | 2 válvulas, SOHC | Carburador                                             | 60 CV (44,1 kilovatios)  | 93 Nm a 3400 rpm   | Volkswagen Polo, Volkswagen Golf, Audi 50 LS, Volkswagen Scirocco I                                          |                   |
| 1,3l (1272 cm³)  | 75 mm (2,95 pulgadas) x 72 mm (2,83 pulgadas)     | 2 válvulas, SOHC | Carburador                                             | 60 CV (44,1 kilovatios)  | 93 Nm a 3400 rpm   | Volkswagen Polo, Volkswagen Golf, Audi 50 GLS                                                                |                   |
| 1,3l (1272 cm³)  | 75 mm (2,95 pulgadas) x 72 mm (2,83 pulgadas)     | 2 válvulas, SOHC | Carburador                                             | 74 CV (54,4 kilovatios)  | 100 Nm a 3200 rpm  | Volkswagen Polo II GT (08/86-07/94), Volkswagen Golf, Audi 80 B2                                             |                   |
| 1,3l (1272 cm³)  | 75 mm (2,95 pulgadas) x 72 mm (2,83 pulgadas)     | 2 válvulas, SOHC | G-Lader, Inyección                                     | 114 CV (83,8 kilovatios) | 100 Nm a 3200 rpm  | Volkswagen Polo II G40                                                                                       |                   |
| 1,3l (1298 cm³)  | 76,5 mm (3,01 pulgadas) x 70,6 mm (2,78 pulgadas) | 2 válvulas, SOHC | Inyección (SPI)                                        | 54 CV (39,7 kilovatios)  | 100 Nm a 3200 rpm  | Volkswagen Polo                                                                                              | MM, PY            |
| 1,4l (1391 cm³)  | 75 mm (2,95 pulgadas) x 78,7 mm (3,10 pulgadas)   | 2 válvulas, SOHC | Inyección (SPI)                                        | 60 CV (44,1 kilovatios)  | 77 Nm a 2800 rpm   | Volkswagen Polo, Volkswagen Golf                                                                             | PY                |
| 1,6l (1598 cm³)  | 76,5 mm (3,01 pulgadas) x 86,9 mm (3,42 pulgadas) | 2 válvulas, SOHC | Inyección (SPI)                                        | 101 CV (74,3 kilovatios) | 143 Nm a 2500 rpm  | Volkswagen Polo, Volkswagen Golf                                                                             | PY                |